# Джереми Хоук
Джереми Хоук (англ. Jeremy Hawk, настоящее имя Седрик Ланж (англ. Cedric Lange); 20 мая 1918, Йоханнесбург — 15 января 2002, Рединг, Беркшир, Великобритания) — британский характерный актёр.

## Образование и карьера
Учился в Королевской академии драматического искусства, где взял себе псевдоним Джереми Хоук. Так его уже называли раньше из-за формы носа («hawk» по-английски «ястреб»).
Играл в мюзик-холлах и театрах лондонского Вест-Энда.
Был партнером Бенни Хилла, Артура Аски, Нормана Уиздома и других, а также вёл программу Criss Cross Quiz на телеканале ITV и детскую версию этой программы. Позже представлял импровизационное комедийное шоу Impromptu.
Снялся в нескольких фильмах, в том числе в сатирическом фильме Lucky Jim, а также в рекламе шоколада Cadbury.

## Личная жизнь
Был дважды женат, имел двух дочерей (дочь от второго брака, с актрисой Джоан Хил — актриса Белинда Ланг, также известная как Белинда Хоук).